# Сетекрочари I (Форли-Чезена)
Сетекрочари I је насеље у Италији у округу Форли-Чезена, региону Емилија-Ромања.
Према процени из 2011. у насељу је живело 45 становника. Насеље се налази на надморској висини од 43 м.